# Thamnaconus hypargyreus
Thamnaconus hypargyreus es una especie de peces de la familia Monacanthidae en el orden de los Tetraodontiformes.

## Morfología
Los machos pueden llegar alcanzar los 17,8 cm de longitud total.

## Hábitat
Es un pez de mar y de clima tropical y demersal.

## Distribución geográfica
Se encuentra al noroeste de Australia.

## Observaciones
Es inofensivo para los humanos.